# Zhu (producent muzyczny)
Zhu, właśc. Steven Zhu (ur. w 1989 roku) – chińsko-amerykański DJ i producent muzyczny, który zdobył rozpoznawalność w 2014 roku dzięki singlowi „Faded” promującemu jego debiutancki minialbum zatytułowany The Nightday.

## Życiorys
Zhu zadebiutował w lutym 2014 roku nagraniem „Moves Like Ms Jackson” będącym mashupem kilku piosenek z repertuaru grupy Outkast. Remiks został pozytywnie przyjęty przez krytyków muzycznych. W ciągu kolejnych tygodni producent publikował swoje kolejne przeróbki, w kwietniu wydał natomiast debiutancki minialbum zatytułowany The Nightday. W maju premierę miał pierwszy singiel promujący EP-kę – „Faded”, który dotarł do czołówki wielu światowych list przebojów, docierając do pierwszego miejsca notowań w Wielkiej Brytanii oraz na szczyt listy najpopularniejszych klubowych piosenek w Polsce (trzecie miejsce w notowaniu AirPlay – Top) i Stanach Zjednoczonych. Singiel otrzymał także m.in. certyfikat platynowej płyty w Australii oraz dwukrotnej platyny w Stanach Zjednoczonych.

## Dyskografia

### Albumy studyjne
- Ringos Desert (2018)
- Generation Why (2016)
- DREAMLAND 2021 (2021)
- Musical Chairs Mixtape (2022)

### Minialbumy
- The Nightday (2014)
- Genesis Series (2015)
- Stardustexhalerrakehdreams (2017)
- Ringos Desert Pt. 1 (2018)